# Ольшаны (Волынская область)
Ольшаны (укр. Ольшани) — село в Камень-Каширской городской общине Камень-Каширского района Волынской области Украины.
Население по переписи 2001 года составляет 162 человека. Почтовый индекс — 44522. Телефонный код — 3357. Занимает площадь 0,54 км².